# Рунде
Рунде (перс.  رونده ‎) — село на севере Ирана, в остане Альборз. Входит в состав шахрестана Саводжболаг. Является частью дехестана (сельского округа) Рамджин бахша Чехарбаг.

## География
Село находится в южной части Альборза, к югу от хребта Эльбурс, на расстоянии приблизительно 13 километров к западу от Кереджа, административного центра провинции. Абсолютная высота — 1276 метров над уровнем моря.

## Население
По данным переписи 2006 года население села составляло 1050 человек (567 мужчин и 483 женщины). В Рунде насчитывалось 262 семьи. Уровень грамотности населения составлял 70,29 %. Уровень грамотности среди мужчин составлял 73,72 %, среди женщин — 66,25 %.